# Stanislas Julien-díj
A Stanislas Julien-díj (franciául: Prix Stanislas Julien) sinológiai munkásságért, (általában) évente odaítélt díj, amelyet a francia sinológusról, Stanislas Julienről (1797–1873) neveztek el. A díjat 1872-ben alapították, 1875-ben került először kiosztásra. Az Académie des inscriptions et belles-lettres ítéli oda.

## Díjazottak
| 1875      | James Legge                                                      | The Chinese Classics |
| 1876      | Marquis d’Hervey de Saint-Denys                                  | Ethnographie des peuples étrangers à la Chine |
| 1877      | Paul-Louis-Félix Philastre                                       | Le code annamite: nouvelle traduction complète |
| 1878      | Emil Bretschneider                                               | a középkori Közép-Ázsia történelmének és geográfiájának témájában végzett munkásságáért |
| 1879      | Willem Vissering                                                 | On Chinese Currency. Coin and Paper Money |
| 1880      | Henri Cordier                                                    | Bibliotheca sinica. Dictionnaire bibliographique des ouvrages relatifs à l'Empire chinois |
| 1881      | Ėmile Rocher                                                     | La province chinoise du Yun-Nan |
| 1882      | O. du Sartel                                                     | La Porcelaine de Chine |
| 1883      | Maurice Jametel                                                  | L'Encre De Chine Son Histoire Et Sa Fabrication |
| 1884      | Angelo Zottoli                                                   | Cursus litteraturae sinicae neo-missionariis accommodatus |
| 1885      | Lėon de Rosny                                                    | "Kami yo-no maki". Histoire des dynasties divines |
| 1886      | Sėraphin Couvreur                                                | Dictionnaire chinois-français |
| 1887      | Gustaaf Schlegel                                                 | Nederlandsch-Chineesch Woordenboek |
| 1888      | Jean-Gabriel Devéria                                             | La Frontière Sino-Annamite |
| 1889      |                                                                  | Nem osztották ki. |
| 1890      | Abel des Michels                                                 | Les Annales Impériales de l'Annam |
| 1891      | Sėraphin Couvreur                                                | Dictionnaire chinois-français |
| 1892      | Lėon de Rosny                                                    | Chan-Hai-Cing, antique géographie chinoise |
| 1893      | Albert Étienne Jean-Baptiste Terrien de Lacouperie               | Catalogue of Chinese Coins from the VIIth Cent. B.C. to A.D. 621 |
| 1894      | Jan Jakob Maria de Groot Édouard Chavannes                       | La code du Mahâyâna en Chine Mémoire composé à l'époque de la grande dynastie T'ang sur les religieux éminents qui allèrent chercher la loi dans les pays d'Occident                                                  |
| 1895      | Sėraphin Couvreur                                                | Choix de documents |
| 1896      | Maurice Courant                                                  | Bibliographie coréenne volumes I and II |
| 1897      | Édouard Chavannes                                                | Les Mémoires historiques de Se-Ma Ts'ien volumes I and II |
| 1898      | Herbert Giles Jan Jakob Maria de Groot                           | A Chinese Biographical Dictionary fascicle 1 The Religious System of China |
| 1899      | Pierre Hoang Ėtienne Zi                                          | Notions techniques sur la propriété en Chine Pratique des examens militaires en Chine |
| 1900      | Camille August Sainson                                           | Mémoires sur l'Annam |
| 1901      | Jean Bonet                                                       | Dictionnaire annamite-français |
| 1902      | Dėsirė Lacroix Jan Jakob Maria de Groot                          | Numismatique annamite The Religious System of China volume 4. |
| 1903      | Maurice Courant                                                  | Catalogue des livres chinois, coréens, japonais de la Bibliothèque Nationale |
| 1904      | Louis Gaillard                                                   | Nankin d'alors et d'aujourd'hui |
| 1905      | Léon Wieger                                                      | Rudiments de parler et de style chinois, dialecte de Ho-Kien-Fou |
| 1906      | Ėmile Raguet Ono Tota                                            | Dictionnaire français-japonais |
| 1907      | Étienne Aymonier                                                 | Dictionnaire Čam-Francais |
| 1908      | Eduard Huber Alfred Forke                                        | Sutra-lam-kara Lun-Heng |
| 1909      | Aurel Stein                                                      | Ancient Khotan |
| 1910      | Paul Vial Stanislas Millot Joseph Esquirol és Gustave Williatte  | Dictionnaire français-lolo, dialecte gni Dictionnaire des Formes Cursives des Caractères Chinois Essai de dictionnaire dioi-français reproduisant la langue parlée par les tribus thai de la haute rivière de l'Ouest |
| 1911      | Herbert Giles                                                    | Chinese English Dictionary 2nd edition, revised and expanded. |
| 1912      | F. M. Savina Henri Doré Raphael Petrucci                         | Dictionnaire Tay-Annamite Recherches sur les superstitions en Chine Philosophie de la nature dans l'art d'extrême-orient                                                                                              |
| 1913      | Maurice Courant Gaston Cahen                                     | Essai historique sur la musique classique des Chinois Histoire des relations de la Russie avec la Chine sous Pierre le Grand                                                                                          |
| 1914      | Marinus Willem de Wisser Pierre Hoang                            | The Dragon in China and Japan Catalogue des tremblements de terre signalés en Chine d'après les sources chinoises. |
| 1915      | Maurice Courant                                                  | La langue chinoise parlėe |
| 1916      | Bernhard Karlgren                                                | Études sur la phonologie chinoise |
| 1917      | Sekino Tadashi                                                   | Album de planches sur les antiquitės de Corėe 朝鮮古蹟図譜 |
| 1918      | Jérôme Tobar                                                     | La Chine et les religions étrangères |
| 1919      | Samuel Couling                                                   | Encyclopædia Sinica |
| 1920      | Marcel Granet                                                    | Les fêtes et chansons anciennes de la Chine |
| 1921      | Raphael Petrucci                                                 | Kiai-Tseu-Yuan Houa Tchouan Encyclopédie de la peinture chinoise |
| 1922      | Henri Lamasse C. A. S. Williams                                  | Sin Kouo Wen ou Nouveau manuel de la langue chinoise A Manual of Chinese Metaphor |
| 1925      | Guy Boulais                                                      | Manuel de code chinois |
| 1926      | Marcel Granet                                                    | Danses et lėgendes de la Chine ancienne |
| 1927      | Johan Gunnar Andersson                                           | Preliminary Reports on Archaeological Research in Kansu |
| 1928      | Henri Maspero                                                    | La Chine antique |
| 1929      | Takakuszu Dzsundzsiro 高楠顺次郎                                 | Taishō shinshū Daizōkyō 大正新脩大蔵経 |
| 1930      | René Grousset                                                    | Histoire de l'Extrême-Orient |
| 1931      | Arthur Christopher Moule                                         | Christians in China |
| 1932      | Academia Sinica, Institute of History and Archaeology            | Bulletin and associated publications, in particular the excavation reports of Anyang |
| 1934      | Anastasius van den Wyngaert                                      | Sinica Franciscana volumes I and II |
| 1935      | Louis de La Vallée-Poussin szerk.                                | Mélanges chinois et bouddhiques |
| 1936      | Wang Ts'ing-jou 王静如                                           | a tangut nyelvről szóló publikációiért |
| 1937      | William Hung 洪业                                                | Index of the Harvard-Yenching edition of the Li Chi |
| 1938      | Paul Ratchnevsky                                                 | Un code des Yuan |
| 1939      | René Grousset                                                    | L'Empire des Steppes |
| 1940–1945 |                                                                  | nem osztották ki |
| 1946      | Étienne Lamotte                                                  | Le Traité de la grande vertu de sagesse de Nāgārjuna |
| 1947      | Homer H. Dubs                                                    | History of the Former Han Dynasty |
| 1948      | Josef Franz Karl Rock                                            | Studies in Na-khi literature The romance of K'a-mä-gyu-mi-gkyi |
| 1949      | Feng Youlan 冯友兰                                               | Xin Yuandao 新原道 |
| 1950      | Arthur Waley                                                     | Life and Times of Po Chũ-i 772-846 |
| 1951      | Tjan Tjoe Som                                                    | Po Hu T'ung: the Comprehensive Discussions in the White Tiger Hall |
| 1952      | Haneda Toru                                                      | for his scholarship and to mark the publication of a festshcrift in his honor |
| 1953      | Francis Cleaves                                                  | Sino-Mongolian Inscriptions of 1346 and for his body of work in Sino-Mongolian philology |
| 1954      | Étienne Balázs                                                   | Études sur la société et l'économie de la Chine médiévale |
| 1955      | Herbert Franke                                                   | Sinologie |
| 1957      | Edwin O. Reischauer                                              | Ennin's Diary and Ennin's Travels in China awarded in the form of a medal |
| 1959      | Louis-Charles Damais                                             | for studies of Indonesian epigraphy |
| 1962      | Jao Tsung-i 饶宗颐                                               | Yindai zhenbu renwu tongkaoawarded in the form of a medal |
| 1963      | David Hawkes                                                     | Ch'u Tz'u: the Songs of the South, an Ancient Chinese Anthology |
| 1965      | Institute of Oriental Studies of the Russian Academy of Sciences | Inventaire et la publication des manuscrits chinois de Touen-Houang |
| 1967      | David S. Nivison                                                 | The Life and Thought of Chang Hsüeh-ch'eng |
| 1968      |                                                                  | nem osztották ki |
| 1969      | Kôjirô Yoshikawa 吉川幸次郎                                      | for the entire body of his work |
| 1970      |                                                                  | nem osztották ki |
| 1971      | Pierre Ryckmans                                                  | La vie et l'oeuvre de Su Renshan, rebelle, peintre et fou |
| 1972      | Fudzsieda Akira 藤枝晃                                           | Moji no bunkashi 文字の文化史 |
| 1973      | Joseph Needham                                                   | Science and Civilisation in China |
| 1974      | Pan Chung-Kweï 潘重规                                            | Yingya Dunhuang yunji xinbian 瀛涯敦煌韻輯新編 and his studies and textual criticisms of the Chinese Dunhuang manuscripts                                                                                             |
| 1975      | Chang Hsin-Chang 张心沧                                          | Chinese Literature: Popular Fiction and Drama |
| 1976      | Olga Lazarevna Fishman                                           | Notes intitulėes Multum in parvo, par Ki-Yun, ėcrivain chinois (1724-1796) |
| 1977      | L. Carrington Goodrich                                           | Dictionary of Ming Biography (1368-1644) |
| 1978      | Mijazaki Icsiszada 宫崎市定                                      | Essais sur l'histoire de l'Asie |
| 1979      | A. C. Graham                                                     | Later Mohist Logic |
| 1980      | Léon Vandermeersch                                               | Wangdao ou la Voie royale vol. I |
| 1981      | Eleonora Nowgorodowa                                             | Alte Kunst der Mongolei |
| 1982      | Jean-Claude Martzloff                                            | Recherches sur l'œuvre mathématique de Méi Wéndǐng, 1633-1721 |
| 1983      | Martine Vallette-Hémery                                          | Yuan Hongdao, 1568-1610 : théorie et pratique littéraires |
| 1984      | Liu Pak-Yuen 廖伯源                                              | Les Institutions politiques et la lutte pour le pouvoir au milieu de la dynastie des Han antérieurs |
| 1985      | Kristofer Schipper                                               | Le corps taoïste : corps physique, corps social |
| 1986      | Charlotte Von Verschuer                                          | Les relations officielles du Japon avec la Chine aux vIIIe et ixe siècles |
| 1987      | Dietrich Seckel                                                  | Buddhistische Tempelnamen in Japan |
| 1988      | Lucie Rault-Leyrat                                               | La cithare chinoise zheng |
| 1989      | Alain Peyraube                                                   | Syntaxe diachronique du chinois |
| 1990      | Jean François Billeter                                           | L'Art chinois de l'écriture |
| 1991      | Christine Mollier                                                | Une apocalypse taoïste du Ve siècle : le Livre des incantations divines des grottes abyssales |
| 1992      | André Bareau                                                     | 'En suivant Bouddha |
| 1993      | Jacques Dars                                                     | La Marine chinoise du Xe siècle au XIVe siècle |
| 1994      | Yang Baoyun 杨保筠                                               | Contribution à l'histoire de la principauté des Nguyên au Vietnam méridional : 1600-1775 |
| 1995      | Kuo Li-Ying 郭丽英                                               | Confession et contrition dans le bouddhisme chinois du Ve au Xe siècl |
| 1996      | Éric Trombert                                                    | Le crédit à Dunhuang: vie matérielle et société en Chine médiévale |
| 1997      | Françoise Bottéro                                                | Sémantisme et classification dans l'écriture chinoise: les systèmes de classement des caractères par clés du Shuowen Jiezi au Kangxi Zidian                                                                           |
| 1998      | Anne Cheng                                                       | Histoire de la pensée chinoise |
| 1999      | Elfriede Regina Knauer                                           | The Camel’s Load in Life and Death |
| 2000      | Robert Hegel                                                     | Reading Illustrated Fiction in Late Imperial China |
| 2001      | Li Xiaohong 李曉紅                                               | Céleste Dragon. - Genèse de l'iconographie du dragon chinois |
| 2002      | Marianne Bujard                                                  | Le Sacrifice au Ciel dans la Chine ancienne. Théorie et pratique sous les Han occidentaux |
| 2003      | Michela Bussotti                                                 | Gravures de Hui, étude du livre illustré chinois du 16e siècle à la première moitié du 17e siècle |
| 2004      | Christian Lamouroux                                              | Fiscalité, comptes publics et politiques financières dans la Chine des Song. – Le chapitre 179 du Songshi |
| 2005      | Mark Elvin                                                       | The Retreat of the Elephants: an Environmental History of China |
| 2006      | François Lachaud                                                 | La jeune fille et la mort |
| 2007      | Stephen Teiser                                                   | Reinventing the Wheel: Paintings of Rebirth in Medieval Buddhist Temples |
| 2008      | Christine Mollier                                                | Buddhism and Taoism Face to Face: Scripture, Ritual, and Iconographic Exchange in Medieval China |
| 2009      | Mark Edward Lewis                                                | The Early Chinese Empires: Qin and Han |
| 2010      | James Robson                                                     | Power of Place: The Religious Landscape of the Southern Sacred Peak (Nanyue 南嶽) in Medieval China |
| 2011      | Rafe de Crespigny                                                | Imperial Warlord : A Biography of Cao Cao, 155-220 AD |
| 2012      | Pierre Marsone                                                   | La Steppe et l’Empire. La formation de la dynastie Khitan (Liao), IVe-Xe siècles |
| 2013      | Li Fanwen 李范文                                                 | XiXia-Chinese Dictionary |
| 2014      | Endymion Wilkinson                                               | Chinese History: A New Manual |
| 2015      | Koicsi Sinohara 篠原亨                                           | Spells, Images, and Mandalas: Tracing the Evolution of Esoteric Buddhist Rituals |